# Marston on Dove
Marston on Dove è un villaggio e parrocchia civile dell'Inghilterra, appartenente alla contea del Derbyshire.